# Marnixring
Il Marnixring è un club di servizio all'interno del Movimento fiammingo con sezioni nei Paesi Bassi, in Sudafrica e nei Paesi Bassi francesi.

## Storia
Il Marnixring è stato fondato nel 1968, quando il francese era ancora la lingua principale nella maggior parte dei club di servizio belgi (Rotary International o Lions Club). Jozef Goossenaerts volle offrire un'alternativa istituendo un club di servizio fiammingo con l'olandese come lingua ufficiale. Il nome si riferisce a Filips van Marnix di Sint-Aldegonde che adempì a numerosi incarichi al servizio di Guglielmo I d'Orange e personifica gli obiettivi del Marnixring. 

## Obiettivo
Marnixring a come scopo di rappresentare la comunità linguistica e culturale olandese.
La vita del club Marnixring è concretizzata in ogni circolo da incontri mensili e altre attività e dallo sviluppo di progetti. Le riunioni mensili sono accompagnate da un pasto e di solito da un oratore che parla.